# 弗里茨·蒂德曼

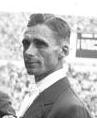
弗里茨·蒂德曼 (1952年)

弗里茨·蒂德曼（德語：Fritz Thiedemann，1918年3月3日—2000年1月8日），德国男子马术运动员。他曾代表西德和德国联队参加1952年、1956年和1960年夏季奥林匹克运动会马术比赛，获得二枚金牌和二枚铜牌。